# Reiner-Kunze-Preis
Nagroda literacka im. Reinera Kunzego (niem. Reiner-Kunze-Preis) – nagroda literacka przyznawana od 2007 roku przez władze miasta Oelsnitz i Erzgebirgssparkasse. 
Wyróżnienie, któremu towarzyszy gratyfikacja finansowa, wręczane jest co dwa lata autorom związanym bezpośrednio lub pośrednio z regionem Rudaw.  Premiowane są przy tym wybitne osiągnięcia literackie, będące nie tylko gestem sprzeciwu społecznego, politycznego itd., ale i eksperymentujące twórczo z językiem w duchu dzieł Reinera Kunzego. Kapituła nagrody szczególnie docenia przy tym twórczość przekładową.
Uroczyste wręczenie nagrody im. Kunzego odbywa się zawsze w maju w Oelsnitz. Jej wartość pieniężna wynosi obecnie 4000 euro.

## Laureaci
- 2007 – Utz Rachowski(inne języki), niemiecki pisarz
- 2009 – Thomas Eichhorn(inne języki), niemiecki tłumacz
- 2011 – Inés Koebel(inne języki), niemiecka tłumaczka i autorka
- 2013 – Mireille Gansel(inne języki), francuska pisarka i tłumaczka[3]
- 2015 – Uwe Kolbe(inne języki), niemiecki poeta i tłumacz[4]
- 2017 – Petro Rychlo(inne języki), germanista pochodzenia ukraińskiego, eseista i tłumacz[5]